# Grit & Grind
| Críticas profissionais | Críticas profissionais |
| Avaliações da crítica  | Avaliações da crítica  |
| Fonte                  | Avaliação              |
| ---------------------- | ---------------------- |
| Allmusic               | [ 1 ]                  |
| Vibe                   | [ 2 ]                  |
| HipHopDX               | [ 3 ]                  |
| RapReviews             | (8.5/10)               |

Grit & Grind é o sétimo álbum de estúdio do rapper americano E-40, lançado em 25 de Junho de 2002 pela Jive Records e Sick Wid It Records.

## Lista de faixas
1. Why They Don't Fuck With Us
2. The Slap
3. Automatic  (feat. Fabolous)
4. Rep Yo' City  (feat. Petey Pablo, Bun B, 8Ball, Lil Jon & The Eastside Boyz)
5. It's All Gravity
6. 7 Much  (feat. Kokane)
7. Mustard & Mayonnaise (Intro)
8. Mustard & Mayonnaise
9. My Cup  (feat. Suga T)
10. Whomp Whomp  (feat. Keak Da Sneak & Harm)
11. Lifestyles
12. Til The Dawn  (feat. Suga Free & Bosko)
13. End Of The World
14. It's A Man's Game
15. Pimps, Hustlas (Intro) (feat. James "Stomp Down" Bailey)
16. Pimps, Hustlas
17. Fallin' Rain
18. Roll On (feat. Afroman & B-Legit)

## Posições nas paradas
Posições nas paradas (álbum)
| Parada                 | Posição |
| ---------------------- | ------- |
| Top R&B/Hip-Hop Albums | # 5     |
| Billboard 200          | # 13    |

## Singles
Automatic
| Parada                           | Posição |
| -------------------------------- | ------- |
| Hot R&B/Hip-Hop Singles & Tracks | # 72    |

Rep Yo City
| Parada                           | Posição |
| -------------------------------- | ------- |
| Hot R&B/Hip-Hop Singles & Tracks | # 73    |